# Лисимаха I
Лисимаха I (453—365 до н. э.) — древнегреческая жрица культа богини Афины. Жила в Афинах.

## Биография
Лисимаха происходила из афинского рода Этеобутидов, в котором должность верховной жрицы Афины передавалась по наследству. Эта должность входила в число высших должностей в Афинах и по законам афинской демократии давала право рекомендовать кандидатов на выборные политические должности в полисе. То есть значение Лисимахи в политической жизни Афин была необычно велико для Древней Греции, где женщины традиционно занимались только домом и семьёй. Предполагается, что Лисимаха заняла эту должность в 430 г. до н. э. Она является единственной верховной жрицей Афин, о которой сохранились более-менее подробные и достоверные сведения — надписи и портретные статуи.
По должности Лисимаха была старшей над другими служительницами культа: плинтридами, выполнявшими ритуальное омовение одежд статуи Афины, аррефорами, которые в течение года плели пеплос для статуи, и канефорами, во время торжественных процессий нёсшими на голове корзины с жертвоприношениями и священной утварью.
О Лисимахе известно, что она была верховной жрицей 64 года, родила четверых детей, и у неё были внуки. Её брата Лисикла выбирали в казначеи полиса.
Другая Лисимаха (условно называемая Лисимахой II), верховная жрица Афин с 300 г. до н. э., возможно приходилась первой Лисимахе дочерью её племянника.